# Autobusová nádraží a stanoviště v Česku

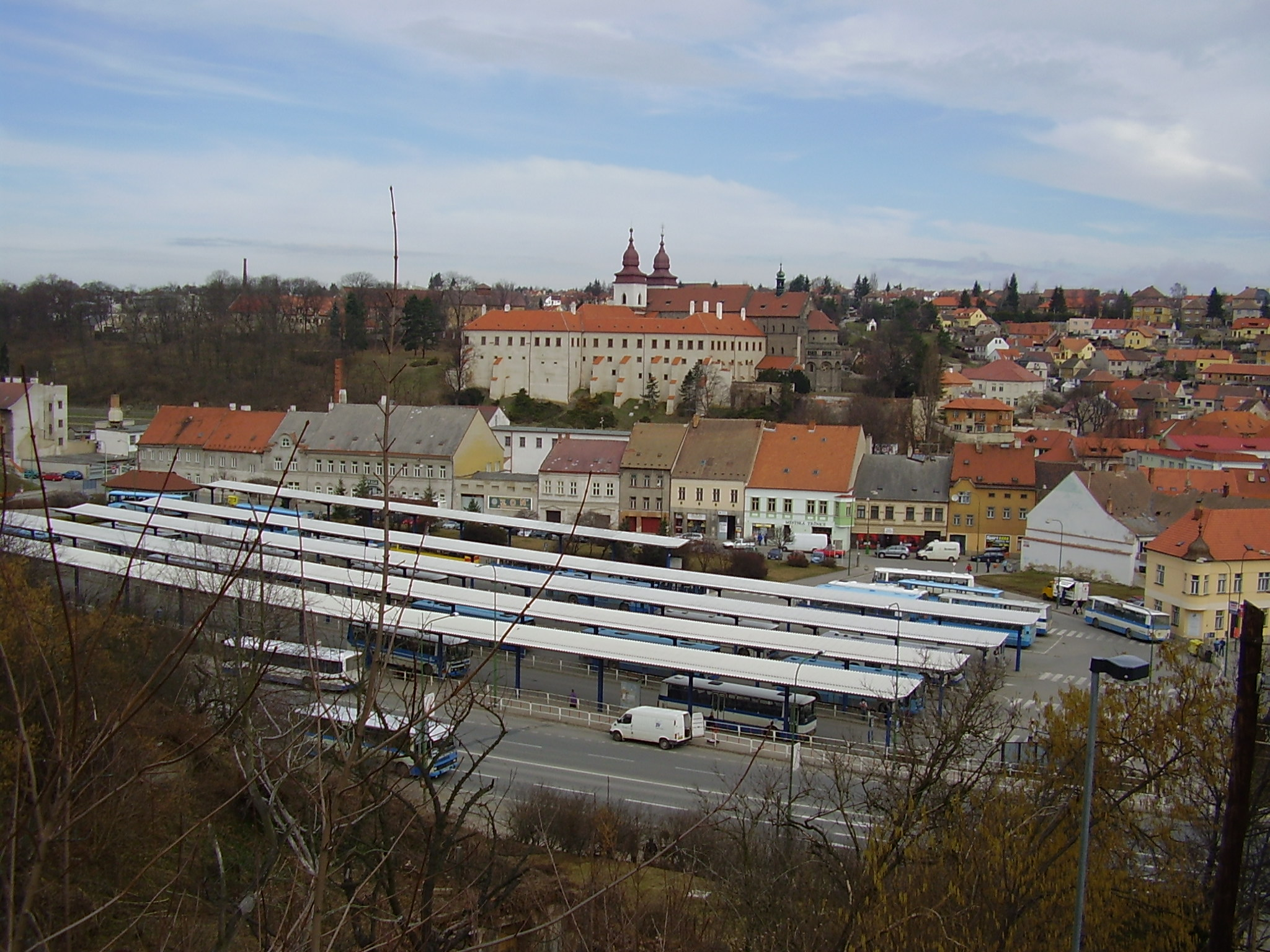
Autobusové nádraží v Třebíči

Autobusové nádraží (v českých jízdních řádech obvykle označované zkratkou aut. nádr.) je účelová komunikace s větším počtem autobusových nástupišť a odbavovací budovou. Podle zákona č. 13/1997 Sb. (§ 14 odst. 2 písm. d) ) autobusové nádraží nikdy není součástí silnice ani místní komunikace.
Autobusové stanoviště (zkr. aut. st.) či autobusový terminál je zpravidla účelová komunikace s větším počtem autobusových nástupišť bez odbavovací haly. Obecně mají menší vybavení pro cestující i pracovníky dopravců než autobusové nádraží, často však umožňují přestup z příměstské autobusové dopravy na městskou, mnohdy také přiléhají k železniční stanici (vč. stanice metra). Za autobusová stanoviště či terminály bývají někdy považovány i nácestné zastávky na silnicích či místních komunikacích s větším počtem nástupišť v obou směrech.

## Technické požadavky
Technické požadavky na česká a slovenská autobusová nádraží upravovala oborová normu ON 73 6075 z 31. října 1977, kterou od 1. listopadu 1991 nahradila ČSN 73 6075 Navrhovanie autobusových staníc (Navrhování autobusových nádraží) a poté od září 2009 ČSN 73 6425-2 Autobusové, trolejbusové a tramvajové zastávky, přestupní uzly a stanoviště - Část 2: Přestupní uzly a stanoviště. 
Jsou normalizovány všeobecné požadavky, požadavky na dopravní plochy, výpravní budovy, na vybavení autobusových nádraží městské hromadné dopravy, na servisní a technická zařízení, předstaniční prostory, ukazatele apod. V souvislosti s revizí ČSN 73 6425 Autobusové, tramvajové a trolejbusové zastávky bylo například reflektováno, že stávající autobusová nádraží v menších městech byla většinou rozlohou předimenzovaná, což prodlužuje přístupové, odchozí a přestupní pěší vzdálenosti.

### Stavební a dopravní uspořádání

#### Obvodová a ostrovní nástupiště
Dopravní plocha autobusového nádraží je obvykle oddělena od průjezdních komunikací a opatřena samostatným vjezdem, který může i nemusí být společný s výjezdem. Poblíž vjezdu obvykle bývá výstupní stání (zastávka), jehož délka bývá větší než u nástupních stání. Nástupní stání bývají umístěna v řadě za sebou jednak na obvodu dopravní plochy, a zpravidla ještě na jednom či několika dlouhých souběžných nástupních ostrůvcích uvnitř plochy. Jednotlivé zastávky (stání) jsou za sebou umístěny buď v těsném řazení (tedy ve vzdálenosti délky autobusu) nebo v polotěsném řazení (v takové vzdálenosti, aby autobus mohl bez couvání vyjet ze zastávky i tehdy, je-li následující zastávka také obsazena). Jednotlivé nástupní ostrůvky mohou být propojeny pomocí přechodů pro chodce, nadchodu nebo podchodu. Zábradlí by měla usměrňovat pohyb osob po dopravní ploše a chránit čekající na nástupních ostrůvcích.

#### Nástup z úrovně vozovky
Některá starší autobusová nádraží nebo autobusová stanoviště (například u hlavního nádraží v Hradci Králové) nemají na jednotlivých stáních zvýšená nástupiště, ale jsou určena pro nástup z úrovně vozovky.

#### Šikmé stání

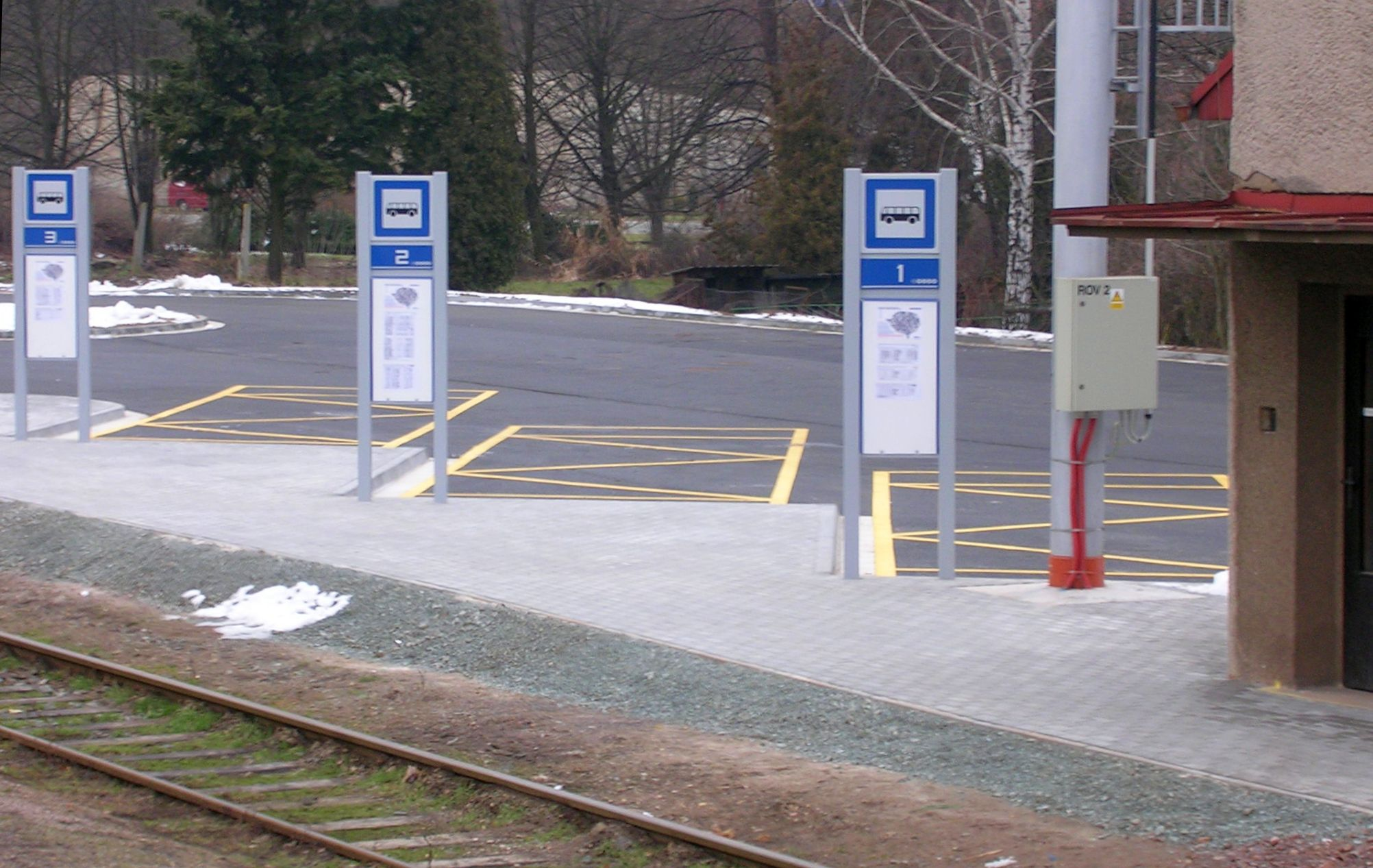
Autobusové stanoviště v Častolovicích se šikmým stáním

Na některých autobusových nádražích ve stísněných poměrech je dopravní plocha ohraničená pravoúhle zubovitým okrajem chodníku, přičemž autobus dojede k nástupnímu stání šikmo, čelem k levé straně zubu tak, že přední dveře autobusu jsou umístěny nad pravou stranou zubu tvořeného zalomením chodníkové hrany. Při odjezdu tedy musí autobus couvat. Tento typ lze nalézt třeba v Častolovicích nebo Hustopečích (u Brna).

#### Integrace terminálů a odbavovacích budov
Do osmdesátých let dvacátého století bývala česká autobusová nádraží budována zpravidla odděleně od terminálů městské hromadné dopravy i od železničních stanic, třebaže, pokud možno, v jejich blízkosti. Nyní se někde opět prosazuje tendence zřizovat společné odbavovací budovy a terminály co nejvíce integrovat tak, aby pěší přestup byl co nejjednodušší a služby poskytovány co nejefektivněji.

### Vybavení
V prostoru autobusového nádraží, zpravidla ve výpravní budově, mají být umístěny čekárna, záchody, občerstvovací zařízení, odpočinkové a střídací místnosti pro řidiče, místnosti a vybavení pro dispečery.
Na jednotlivých stáních musí být umístěny označníky zastávek (zastávkové sloupky), jejichž součástí (nebo vybavením) je dopravní značka „Zastávka“. Každé stání musí být vybaveno též zastávkovými jízdními řády příslušných linek. K orientaci cestujících bývají stání označena výraznými rozlišujícími čísly. V dobře vybavených autobusových nádražích bývá na zastávkovém sloupku nebo poblíž něj vyznačen přehled linek a směrů odjíždějících z příslušného stání. Teoreticky podle právních předpisů by mělo být každé stání označeno i názvem zastávky. Dříve podle technických předpisů postačilo označení názvu na velké tabuli poblíž výstupního stání nebo například na odbavovací budově tak, aby bylo viditelné z prostoru celého nádraží.
Autobusové nádraží by mělo být v ideálním případě též vybaveno:
- grafickým schématem nádraží s vyznačenými čísly jednotlivých stání a se zakresleným vybavením nádraží, přestupními vazbami na jiné druhy dopravy, případně i plánem města nebo okolí nádraží
- přehledem odjezdů, případně i příjezdů spojů, včetně údajů o čísle odjezdového stanoviště; v lépe vybavených autobusových nádražích bývá umístěna i elektronická informační tabule s aktuálními údaji o nejbližších spojích
- abecední přehled cílových stanic nebo obcí s údaji o čísle linky a odjezdovém stání,
- případně přehled významných dopravních směrů s přehledem odjezdů u každého z nich

## Přehled autobusových nádraží a některých autobusových stanovišť
Zde je uveden přehled autobusových nádraží a stanovišť v Česku. Pokud není daný kraj zpracován v podobě tabulky, jsou tučně uvedeny všechna autobusová nádraží či stanoviště, která spojení „ÚAN“, „CAN“, „autobusové nádraží“, „autobusové stanoviště“ či „terminál“ mají přímo v názvu. To platí i pro zastávky s názvem, který obsahuje spojení, „ÚAN“ (ústřední autobusové nádraží) či „CAN“ (centrální autobusové nádraží). Ostatní autobusová nádraží a stanoviště jsou uvedena běžným typem písma. Přehled neuvádí zastávky, které mají v názvu výše uvedená spojení, ale autobusovými nádražími či stanovišti nejsou.
V nedávné době se uskutečnily nebo se chystají mnohé rekonstrukce nebo výstavby nových autobusových nádraží i sdružených terminálů. V jejich důsledku často dojde k vybudování či odstranění odbavovací haly, čímž často vzniká u zastávek, které mají ve svém názvu spojení „aut. nádr.“ či „aut. st.“, nesoulad mezi názvem zastávky a tím, čím je zastávka ve skutečnosti.

### Praha
| Název                     | Typ                   | Charakter |
| ------------------------- | --------------------- | --- |
| Praha, Černý Most         | autobusové stanoviště | Je umožněn přestup na metro ze stejnojmenné stanice. |
| Praha, Dejvická           | autobusové stanoviště | Je umožněn přestup na metro že stejnojmenné stanice. |
| Praha, Depo Hostivař      | autobusové stanoviště | Je umožněn přestup na metro ze stejnojmenné stanice. |
| Praha, Letňany            | autobusové stanoviště | Je umožněn přestup na metro ze stejnojmenné stanice. |
| Praha, Na Knížecí         | autobusové stanoviště | Je umožněn přestup na metro ze stanice Anděl. |
| Praha, Nádraží Holešovice | autobusové stanoviště | Stanoviště slouží výhradně k dálkové a mezinárodní dopravě. Je umožněn přestup na metro a další veřejnou dopravu ze stejnojmenné stanice/zastávky a také na vlak ze stanice Praha-Holešovice. |
| Praha, Nádraží Radotín    | autobusové stanoviště | Je umožněn přestup na vlak že stanice Praha-Radotín. |
| Praha, Nádraží Veleslavín | autobusové stanoviště | Je umožněn přestup na metro ze stejnojmenné stanice a také na vlak ze stanice Praha-Veleslavín.                                                                                               |
| Praha, Nové Butovice      | autobusové stanoviště | Je umožněn přestup na metro ze stejnojmenné stanice. |
| Praha, Palmovka           | autobusové stanoviště | Je umožněn přestup na metro ze stejnojmenné stanice. |
| Praha, Roztyly            | autobusové stanoviště | Je umožněn přestup na metro ze stejnojmenné stanice. |
| Praha, Smíchovské nádraží | autobusové stanoviště | Je umožněn přestup na metro ze stejnojmenné stanice a také na vlak ze stanice Praha-Smíchov.                                                                                                  |
| Praha, ÚAN Florenc        | autobusové nádraží    | Nádraží slouží výhradně k dálkové a mezinárodní dopravě. Je umožněn přestup na metro a další veřejnou dopravu ze stanice/zastávky Praha, Florenc.                                             |
| Praha, Zličín             | autobusové stanoviště | Je umožněn přestup na metro ze stejnojmenné stanice. |
| Praha, Želivského         | autobusové stanoviště | Je umožněn přestup na metro ze stejnojmenné stanice. |

### Středočeský kraj
Toto je nekompletní seznam aut. nádraží a stanovišť ve Středočeském kraji.
| Název                                      | Typ                   | Charakter                                                   |
| ------------------------------------------ | --------------------- | ----------------------------------------------------------- |
| Benátky nad Jizerou, autobusové stanoviště | autobusové stanoviště |                                                             |
| Benešov, terminál                          | autobusové nádraží    | Je umožněn přestup na vlak ze stanice Benešov u Prahy.      |
| Beroun, autobusové nádraží                 | autobusové stanoviště | Je umožněn přestup na vlak ze stanice Beroun.               |
| Čáslav, autobusové stanoviště              | autobusové nádraží    |                                                             |
| Kladno, autobusové nádraží                 | autobusové nádraží    |                                                             |
| Mělník, autobusové nádraží                 | autobusové nádraží    |                                                             |
| Mladá Boleslav, autobusové stanoviště      | autobusové stanoviště | Je umožněn přestup na vlak ze stanice Mladá Boleslav město. |
| Příbram, autobusové nádraží                | autobusové nádraží    | Je umožněn přestup na vlak ze stanice Příbram.              |
| Rakovník, autobusové stanoviště            | autobusové nádraží    | Je umožněn přestup na vlak ze stanice Rakovník.             |
| Sázava, autobusové stanoviště              | autobusové nádraží    | Je umožněn přestup na vlak ze stanice Sázava.               |
| Sedlčany, autobusové stanoviště            | autobusové nádraží    |                                                             |
| Slaný, autobusové nádraží                  | autobusové nádraží    |                                                             |
| Týnec nad Sázavou, železniční stanice      | autobusové stanoviště | Je umožněn přestup na vlak ze stanice Týnec nad Sázavou.    |
| Unhošť, náměstí                            | autobusové stanoviště |                                                             |
| Vlašim, železniční stanice                 | autobusové stanoviště | Je umožněn přestup na vlak ze stanice Vlašim.               |
| Votice, autobusové stanoviště              | autobusové nádraží    |                                                             |

### Jihočeský kraj
V roce 2014 bylo celkově v kraji 35 autobusových nádraží,[zdroj⁠?!] z nichž ve vlastnictví dopravců bylo 17, a 3105 autobusových zastávek (i s nádražími).[zdroj?]
- Okres České Budějovice:
  - České Budějovice (Zmodernizované dopravně-obchodní centrum za asi 850 milionů Kč bylo otevřeno na konci ledna 2006. Autobusové nádraží na střeše obchodního centra Mercury je v provozu od 1. dubna 2007.)[1][2]
  - Borovany
  - Nové Hrady (vlastnictví Jihotrans, jedno z posledních nádraží, kde dosud přetrvala podélná nástupiště)
  - Trhové Sviny (vlastnictví Jihotrans, jedno z posledních nádraží, kde dosud přetrvala podélná nástupiště)
  - Týn nad Vltavou (vlastnictví Jihotrans, 6 odjezdových nást., 2 výstupní)
  - Temelín ETE
- Okres Český Krumlov:
  - Český Krumlov
  - Kaplice (modernizace r. 2014, podzim)
  - Velešín (pozůstatek bývalé slávy Jihostroje, málo využitých nástupišť)
- Okres Jindřichův Hradec:
  - Jindřichův Hradec (poblíže vlakovému)
  - Dačice
  - Nová Bystřice
  - Slavonice
  - Třeboň (nově postavené v objektu bývalých garaží ČSAD, nyní slouží i pro odstavování nákladních vozidel skupiny ICOM, část pro parkování zájezdových autobusů)
- Okres Písek:
  - Písek (na místě bývalého autobusového nádraží nyní stojí Tesco)
  - Milevsko (vlastnictví Comett, nyní předimenzované)
  - Milevsko ZVVZ
  - Mirovice?
- Okres Prachatice:
  - Prachatice
  - Čkyně
  - Vimperk
  - Volary
  - Lhenice (4 odjezdová stání)
  - Stachy
  - Zdíkov
  - Husinec?
  - Vacov
  - Černá v Pošumaví
- Okres Strakonice:
  - Strakonice (vlastnictví Sttrans, garáže přes ulici
  - Vodňany (vlastnictví Záruba-pouze nádraží)
  - Blatná
- Okres Tábor:
  - Tábor (podélná odjezd. stání, poblíže vlakovému)
  - Bechyně
  - Soběslav
  - Mladá Vožice

### Plzeňský kraj
- Okres Plzeň-město:
  - Plzeň, CAN (centrální autobusové nádraží),[3] je vzdálené asi 2 km od železničního hlavního nádraží, jedno z nejlépe vybavených (a také největších, 39 odjezdových stání) autobusových nádraží v Česku.[1] V květnu 2006 zveřejnilo město záměr vybudovat druhé autobusové nádraží v blízkosti vlakového,[4] to bylo otevřeno v prosinci 2018 (Terminál Hlavní nádraží - 10 stanovišť). Vlastní firma Z-GROUP (majitel ČSAD autobusy Plzeň, bývalého dominantního dopravce na území kraje).
  - V Plzni bývalo ještě tzv. malé autobusové nádraží u bývalé papírny (poslední název Habrová), a autobusové nádraží naproti III. bráně závodu Škoda (původní název Hornická) na dnešní Domažlické třídě (pozůstatky dobře patrné dodnes).
- Okres Plzeň-sever:
  - Horní Bříza,aut.st. (dnes zplundrované, jedno stanoviště, velká kapacita kvůli keramickým závodům nedaleko) - reálně dnes bez využití.
- Okres Plzeň-jih:
- Okres Domažlice:
  - Domažlice, Poděbradova (12 stání uvnitř autobusové stanice, další na hlavní komunikaci), chybí zázemí pro řidiče a cestující (oboje zrušeno). Ve městě se nachází ještě původní staré autobusové nádraží u železniční stanice (nazvané Domažlice,Vlakové nádraží).
  - Kdyně,aut.st. - 10 stání, dnes předimenzované (pozůstatek intenzivní dojížďky do blízké průmyslové zóny).
  - Holýšov,aut.st. - zrušeno patrně v roce 2020. Původní výstavba byla kvůli dojížďce do SVA Holýšov (nyní chátrající areál). Linky byly přesměrovány do blízké zastávky Holýšov,u Obuvi.
- Okres Klatovy:
  - Klatovy
- Okres Rokycany:
  - Rokycany aut.nádr.
- Okres Tachov:
  - Tachov aut.nádr.
  - Stříbro aut.st.
  - Planá aut.st.
  - Konstantinovy Lázně aut.st.
  - Bezdružice,aut.st. (dnes zrušeno, název zastávky nicméně zůstal)
  - Bor,aut.st.
  - Chodová Planá,aut.st. (reálně pouze dvě zastávky proti sobě na hlavní silnici)

V Kraji se dále nachází několik autobusových stanic, která to nemají přímo v názvu. Jde o: Blovice,žel.st. (5 stanovišť); Kralovice (bez přídomku, 6 odjezdových stání); Horažďovice,žel.st. (jen 4, původně 6 stání); Nepomuk,žel.st. (5 stanovišť, nově vybudováno, původně jen jedno); Nýrsko,Komenského (nyní jen dvě stanoviště, výstavba v minulosti kvůli blízkosti firmy OKULA); Poběžovice,žel.st. (5 stanovišť, využívané pouze tři, naddimenzované); Přeštice,žel.st. (9 stanovišť) a Sušice,žel.st. (10 stanovišť).

### Karlovarský kraj
- Okres Karlovy Vary:
  - V Karlových Varech má hlavní autobusové stanoviště Karlovy Vary, terminál společnou odbavovací budovu s železniční stanicí Karlovy Vary dolní nádraží. Dalšímu rozvoji a modernizaci brání nedořešené majetkové vztahy.[5] V roce 2012 se plánuje projekt nového terminálu.[6]
  - Toužim,aut.st. (velké autobusové stanoviště díky blízkosti nedaleké průmyslové zóny; tamtéž i bývalé garáže ČSAD).
- Okres Cheb:
  - Cheb, v roce 2012 probíhá rekonstrukce autobusového nádraží na prostranství před železničním nádražím. V novém terminálu mají být odjezdová stání soustředěna na obvod šestiúhelníkového ostrůvku, který bude zastřešenou cestou propojen s vlakovým nádražím. V centrální budově na ostrůvku bude infocentrum, úschovna kol, občerstvení a provozní zázemí pro řidiče a dispečery. Rekonstrukce má stát 117 milionů Kč, z toho 108 miliony přispívá kraj z dotace, kterou získal dotaci z Regionálního operačního programu, a 9 miliony město.[6]
  - Mariánské Lázně: od března 2011 do června 2012 byl budován nový, moderní dopravní terminál, přičemž bylo revitalizováno Nádražní náměstí. Součástí je šest stanovišť pro příměstské autobusy, centrální stání pro městskou hromadnou dopravu a parkoviště s 61 místy pro automobily, prostor má mít podobu kolonády. Celkové náklady projektu, hrazeného krajem, činí 75 milionů Kč, projekt měl přislíbenou 85% dotaci z Regionálního operačního programu (ROP) Severozápad.[7] Město hradí vedlejší náklady, například veřejné osvětlení nebo zeleň.[8]
- Okres Sokolov:
  - Sokolov 1. září 2011 byl uveden do provozu nový dopravní terminál sdružený s železničním nádražím.[5])
  - Chodov

### Ústecký kraj
- Okres Ústí nad Labem:
  - Ústí nad Labem,[9] Po válce několik let fungovalo autobusové nádraží na vybombardovaném Lidickém náměstí, poté bylo několik desetiletí u kostela Nanebevzetí Panny Marie. V 80. letech 20. století bylo postaveno nové autobusové nádraží u křižovatky Revoluční a Masarykovy ulice, autorem byl architekt Jan Štípek.[9] Využití autobusového nádraží začalo klesat zejména po krizi autobusové dopravy v Ústeckém kraji v létě 2006, po níž vlastník autobusového nádraží, Dopravní podnik Ústeckého kraje, přišel o zakázku kraje na provozování dopravy. Ještě v roce 2007 se plánovala rekonstrukce.[1][5] S účinností ke konci října 2011 majitel, společnost BUS.COM, vypověděla smlouvy všem dopravcům, nádraží začala bourat a pozemky chce využít jiným způsobem. Podle územního plánu města je pozemek určen pro veřejnou dopravu.[10] Koncem září 2011 byla z důvodu havarijního stavu odstraněna zastřešení nástupišť.[9] Četnost linek a spojů využívajících nádraží rok od roku klesala, autobusové nádraží bylo dlouhodobě ztrátové.[9] Vlastník v tiskovém prohlášení připomněl, že nikdy nebyl v žádném smluvním vztahu v žádném smluvním vztahu s městem či krajem a město ani kraj neprojevily zájem o provoz a další rozvoj autobusového nádraží.[9] Autobusy od té doby využívají, podle návrhu pracovníků krajského úřadu, tři zastávky MHD "Divadlo" v sousedství zrušeného autobusového nádraží. Podle krajského úřadu to postačuje, protože veřejná autobusová doprava není tak intenzivní jako v minulosti. Budoucí využití pozemku a případné vybudování nového terminálu závisí na vývoji územního plánu města.[9][11]
- Okres Děčín:
  - Děčín
  - Varnsdorf
- Okres Chomutov:
  - Chomutov
  - Jirkov
  - Kadaň
- Okres Litoměřice:
  - Litoměřice
  - Libochovice
  - Lovosice
  - Roudnice nad Labem
  - Štětí
  - Terezín
- Okres Louny:
  - Louny
  - Podbořany (v roce 2014 a v provozu od 1.1.2015 postaveno nové autobusové nádraží na místě části garáží firmy AD Podbořany - v jízdním řádu označeno jako aut.nádr.Dělnická. Zajíždí do něj však pouze autobusy společnosti BusLine. Ostatní využívají staré autobusové nádraží cca 50 metrů vedle. Kvůli snížení počtu linek bylo z části autobusového nádraží uděláno parkoviště. Kapacita autobusového nádraží je značně naddimenzovaná.
  - Žatec
- Okres Most:
  - Most (po krizi v autobusové dopravě v Ústeckém kraji v roce 2006 zůstalo autobusové nádraží prakticky nevyužito. Linkové i městské autobusy obsluhují zastávku přímo u vlakového nádraží asi 50 metrů vedle.
- Okres Teplice:
  - Teplice
  - Bílina

### Liberecký kraj
- Okres Liberec:
  - Liberec.[12] Plánuje se rekonstrukce. Nástupiště byla vybudována kolem roku 1996. Odbavovací budova chybí, dosavadnímu provizornímu objektu ze stavebních buněk v roce 2008 vyprší výjimka k užívání, do konce roku 2007 chce provozovatel získat stavební povolení na odbavovací budovu, jejíž cenu odhaduje na 50 až 60 milionů korun. Vlastníkem je společnost ANL, jejíž majitel Petr Wasserbauer, jehož firma LIAD vlastní též majoritní podíl dopravce ČSAD Liberec, a. s. Nádraží využívá asi 16 dopravců, cena za vjezd je kolem 100 korun.[1][5][13]
  - Frýdlant
  - Hodkovice nad Mohelkou
  - Hrádek nad Nisou
  - Chrastava
- Okres Česká Lípa:
  - Česká Lípa
  - Dubá
  - Nový Bor
- Okres Jablonec nad Nisou:
  - Harrachov
  - Jablonec nad Nisou
  - Železný Brod
- Okres Semily:
  - Semily
  - Jilemnice
  - Lomnice nad Popelkou
  - Turnov

### Královéhradecký kraj
- Okres Hradec Králové:
  - viz Terminál hromadné dopravy Hradec Králové
  - autobusová stanoviště v Hradci Králové u Koruny[14] a u nádraží nemají status autobusových nádraží
- Okres Jičín:
  - Jičín
  - Hořice
  - Nová Paka
- Okres Náchod:
- Okres Rychnov nad Kněžnou:
  - Rychnov nad Kněžnou
- Okres Trutnov:
  - Trutnov
  - Vrchlabí

### Pardubický kraj
- Okres Pardubice:
  - Pardubice[14]
  - Holice[14]
  - Přelouč: Nové autobusové nádraží bylo vybudováno cca 600 m od železniční stanice pod novým silničním nadjezdem silnice II/333 nad železniční tratí 010. Na autobusové nádraží zajíždí meziměstská linková doprava a v omezené míře i městská hromadná doprava Přelouč.[15]
- Okres Chrudim:[14]
- Okres Svitavy:
  - Svitavy
  - Litomyšl
  - Moravská Třebová
- Okres Ústí nad Orlicí:
  - Ústí nad Orlicí
- Lanškroun
  - Vysoké Mýto
  - Žamberk

### Vysočina
- Okres Jihlava:
  - Jihlava. V centru města. Odjíždí odtud všechny autobusové spoje jak dálkové, tak i po obcích jihlavského regionu, opraveno 2012. Město uvažuje o výstavbě nového terminálu integrovaného s vlakovým nádražím.[5]
- Okres Havlíčkův Brod:[14]
  - V roce 2006 město Havlíčkův Brod v rámci revitalizace železničního nádraží za finanční podpory EU přesunulo autobusové nádraží (oficiálně aut. st.) tak, že vytvořilo integrovaný terminál různých druhů dopravy se společnou výpravní budovou. Autobusový terminál zahrnuje 14 zastávek neměstské a 3 zastávky městské dopravy, dále jsou připojena stání pro 4 vozy taxislužby a parkoviště pro 70 osobních automobilů. Autobusové a vlakové nádraží bude mít i společný informační systém.
- Okres Pelhřimov:
  - Pelhřimov
  - Humpolec
  - Kamenice nad Lipou
  - Pacov
  - Počátky
- Okres Třebíč:
  - Dukovany, EDu
  - Třebíč. K 1. září 2017 bylo provozování narychlo převedeno z TRADO-BUS na společnost TREDOS. Komunikace mezi původním provozovatelem (a dominantním dopravcem) a novým provozovatelem vázla, změna se projevila zejména odstraněním centrální informační tabule a zrušením informační služby, o nichž původní provozovatel předpokládal, že je nový provozovatel odkoupí či převezme. Poplatky a podmínky pro dopravce zůstaly stejné.[16]
  - Hrotovice
  - Jaroměřice nad Rokytnou
  - Jemnice
  - Moravské Budějovice
  - Náměšť nad Oslavou
  - Okříšky
- Okres Žďár nad Sázavou:
  - Žďár nad Sázavou
  - Bystřice nad Pernštejnem
  - Velké Meziříčí

### Moravskoslezský kraj
- Okres Ostrava-město:
  - Ostrava, ÚAN, vybudování nového terminálu stálo 40 milionů korun[1]
  - Ostrava-Hranečník
  - Ostrava-Svinov
- Okres Opava:
  - Opava
  - Vítkov
- Okres Bruntál:
  - Bruntál
  - Horní Benešov
  - Krnov
  - Město Albrechtice
- Okres Frýdek-Místek:
  - Frýdek-Místek – 29. listopadu 2007 zprovozněno nové autobusové nádraží.[17] Budovala ho Skanska CZ, rekonstrukce měla stát 65 milionů korun.[18]
  - Paskov
  - Staříč Důl 2
  - Staříč Důl 3
- Okres Karviná:
  - Karviná – vybudováno od podzimu 2005 do cca srpna 2006, má dvě zastřešená nástupiště s 10 stáními autobusů a odstavnou plochu pro 17 autobusů. Stálo 46 milionů korun, z toho 28 milionů z fondů EU a zbytek z rozpočtu města.[19]
  - Havířov
- Okres Nový Jičín:
  - Bílovec
  - Fulnek
  - Nový Jičín
  - Odry
  - Kopřivnice

### Olomoucký kraj
- Okres Olomouc:
  - Olomouc – vlastník ČSAD Ostrava a. s. V roce 2007 probíhá rekonstrukce, velikost nádraží se má zmenšit asi na polovinu.[1][5]
- Okres Jeseník:
  - Jeseník
- Okres Přerov:
  - Přerov – chystá rekonstrukci za 80 až 100 milionů korun[20]
  - Hranice – plánuje se rekonstrukce Autobusového stanoviště nebo přesun před železniční stanici [21]
- Okres Prostějov:
- Prostějov
- Okres Šumperk:

### Jihomoravský kraj
- Okres Brno-město:
  - Brno, ÚAN Zvonařka
  - Brno, aut. nádr. Grand
- Okres Brno-venkov:
- Okres Blansko:
- Blansko
- Okres Břeclav:
  - Břeclav – r. 2014 původní aut. stanice v ulici Slovácká přesunuta cca o 200 m přímo k železniční stanici (nástupišti 1. a 1.B).
  - Hustopeče – šikmá nástupiště, poloha přímo u žel. st. Hustopeče u Brna
  - Lanžhot – reálně jen 2 zastávky naproti sobě přes místní komunikaci
  - Valtice – v r. 2022 prošlo rekonstrukcí
  - Velké Bílovice
  - Velké Pavlovice
- Okres Hodonín:
  - Hodonín
  - Strážnice
  - Veselí nad Moravou
- Okres Vyškov:
  - Vyškov
- Okres Znojmo:
  - Znojmo

### Zlínský kraj
- Okres Zlín:
  - Zlín – Ohromné autobusové nádraží se 78 nástupišti, z nichž některá se již nepoužívají. Připravuje se projekt nového integrovaného terminálu BUS, MHD a vlak.[5]
- Okres Kroměříž:
  - Kroměříž
- Okres Uherské Hradiště:
  - Uherské Hradiště
  - Uherský Brod
- Okres Vsetín:
  - Vsetín